# Reginald Frederick Lawrence
Reginald Frederick Lawrence (George, 6 marzo 1897 – Pietermaritzburg, 9 ottobre 1987) è stato un aracnologo sudafricano.

## Biografia
Intraprese i suoi studi all'Università di Città del Capo, dove si laureò nel 1922 anche a causa dell'interruzione dovuta alla prima guerra mondiale, allorché venne arruolato nella fanteria e fu di stanza in Francia.
Dopo la laurea venne assunto in qualità di assistente alla sezione degli aracnidi del South African Museum di Città del Capo, da dove prese parte a diverse spedizioni nella parte meridionale dei continente australiano allo scopo di raccogliere e classificare esemplari. Fu proprio grazie all'arricchimento e allo studio delle collezioni del museo che conseguì il dottorato nel 1928.
Divenne direttore del Natal Museum di Pietermaritzburg nel 1935, incarico che mantenne fino al 1948 e che gli consentì di dedicare più tempo alla ricerca ed all'analisi degli esemplari.
Raccolse esemplari soprattutto nelle regioni meridionali del Sudafrica attraversate dal fiume Limpopo, e nelle zone costiere che affacciano sull'Oceano Indiano, da Drakensberg verso occidente. Inoltre, per alcuni periodi, si recò anche in Madagascar, Mauritius, Mozambico, Namibia e Zimbabwe.
Rimase a Pietermaritzburg attivo nella ricerca fino al 1986.

## Taxa descritti
- Austrachelas Lawrence, 1938, genere di ragni della famiglia Gallieniellidae
- Austrodomus Lawrence, 1947, genere di ragni della famiglia Prodidomidae
- Austrophaea Lawrence, 1952, genere di ragni della famiglia Corinnidae
- Ikuma Lawrence, 1938, genere di ragni della famiglia Palpimanidae
- Lessertina Lawrence, 1942, genere di ragni della famiglia Eutichuridae
- Panaretella Lawrence, 1937, genere di ragni della famiglia Sparassidae
- Paradonea Lawrence, 1968, genere di ragni della famiglia Eresidae
- Stiphropella Lawrence, 1952, genere di ragni della famiglia Thomisidae
- Nemoscolus elongatus Lawrence, 1947, ragno della famiglia Araneidae
- Pactactes compactus Lawrence, 1947, ragno della famiglia Thomisidae

## Taxa denominati in suo onore
1. Acontius lawrencei (Roewer, 1953), ragno della famiglia Cyrtaucheniidae
2. Afrarchaea lawrencei Lotz, 1996, ragno della famiglia Archaeidae
3. Agelena lawrencei Roewer, 1955, ragno della famiglia Agelenidae
4. Allocosa lawrencei (Roewer, 1951), ragno della famiglia Lycosidae
5. Anyphops lawrencei (Roewer, 1951), ragno della famiglia Selenopidae
6. Arctosa lawrencei (Roewer, 1960), ragno della famiglia Lycosidae
7. Azanialobus lawrencei Griswold & Platnick, 1987, ragno della famiglia Orsolobidae
8. Cheiracanthium lawrencei Roewer, 1951, ragno della famiglia Eutichuridae, sinonimo di Cheiracanthium furculatum
9. Clubiona lawrencei Roewer, 1951, ragno della famiglia Clubionidae
10. Corinnomma lawrencei Haddad, 2006, ragno della famiglia Corinnidae
11. Cyclosa lawrencei Caporiacco, 1949, ragno della famiglia Araneidae
12. Ero lawrencei Unzicker, 1966, ragno della famiglia Mimetidae
13. Festucula lawrencei Lessert, 1933, ragno della famiglia Salticidae
14. Heliophanus lawrencei Wesolowska, 1986, ragno della famiglia Salticidae
15. Hogna lawrencei (Roewer, 1960), ragno della famiglia Lycosidae
16. Hyllus lawrencei (Lessert, 1927), ragno della famiglia Salticidae, sinonimo di Hyllus plexippoides
17. Loxosceles lawrencei Caporiacco, 1955, ragno della famiglia Sicariidae
18. Microstigmata lawrencei Griswold, 1985, ragno della famiglia Microstigmatidae
19. Modisimus lawrencei (Lessert, 1938), ragno della famiglia Pholcidae, sinonimo di Modisimus culicinus
20. Myrmarachne lawrencei Roewer, 1965, ragno della famiglia Salticidae
21. Pardosa lawrencei Roewer, 1959, ragno della famiglia Lycosidae
22. Platyoides lawrencei Lessert, 1936, ragno della famiglia Trochanteriidae, sinonimo di Platyoides leppanae
23. Scytodes lawrencei Lessert, 1939, ragno della famiglia Scytodidae
24. Singa lawrencei (Lessert, 1930), ragno della famiglia Araneidae
25. Steatoda lawrencei Brignoli, 1983, ragno della famiglia Theridiidae
26. Sylligma lawrencei Millot, 1942, ragno della famiglia Thomisidae
27. Theotima lawrencei Machado, 1964, ragno della famiglia Ochyroceratidae
28. Theridion lawrencei Gertsch & Archer, 1942, ragno della famiglia Theridiidae
29. Thomisus lawrencei Roewer, 1951, ragno della famiglia Thomisidae, sinonimo di Thomisus granulatus
30. Tmarus lawrencei Comellini, 1955, ragno della famiglia Thomisidae
31. Toxopsiella lawrencei Forster, 1964, ragno della famiglia Cycloctenidae

## Opere e pubblicazioni
Di seguito l'elenco delle principali opere aracnologiche:
- Lawrence, R.F., 1927 - Contributions to a knowledge of the fauna of South-West Africa V. Arachnida. Annals of the South African Museum vol.25 (1), pp. 1–75.
- Lawrence, R.F., 1928 - Contributions to a knowledge of the fauna of South-West Africa VII. Arachnida (Part 2). Annals of the South African Museum vol.25, pp. 217–312.
- Lawrence, R.F., 1936 - Scientific results of the Vernay-Lang Kalahari Expedition, March to September 1930. Spiders (Ctenizidae excepted). Annals of the Transvaal Museum vol.17, pp. 145–158.
- Lawrence, R.F., 1937 - A collection of Arachnida from Zululand. Annals of the Natal Museum vol.8, pp. 211–273.
- Lawrence, R.F., 1938a - A collection of spiders from Natal and Zululand. Annals of the Natal Museum vol.8, pp. 455–524.
- Lawrence, R.F., 1938b - Transvaal Museum Expedition to South-West Africa and Little Namaqualand, May to August 1937. Spiders. Annals of the Transvaal Museum vol.19, pp. 215–226.
- Lawrence, R.F., 1939 - The genus Haemilla (Araneae) in South Africa. Annals of the Natal Museum vol.9, pp. 269–281.
- Lawrence, R.F., 1940 - The genus Selenops (Araneae) in South Africa. Annals of the South African Museum vol.32, pp. 555–608.
- Lawrence, R.F., 1942 - A contribution to the araneid fauna of Natal and Zululand. Annals of the Natal Museum vol.10, pp. 141–190.
- Lawrence, R.F., 1947 - A collection of Arachnida made by Dr. I. Trägårdh in Natal and Zululand (1904-1905). Göteborgs Kungliga Vetenskaps och Witterhets Samhället Handlingar (B) vol.5 (9), pp. 1–41.
- Lawrence, R.F., 1951 - The cave-living spiders of the South African genus Phanotea Simon (Agelenidae). Revue de Zoologie et de Botanique Africaines vol.45, pp. 49–54.
- Lawrence, R.F., 1952a - New spiders from the eastern half of South Africa. Annals of the Natal Museum vol.12, pp. 183–226.
- Lawrence, R.F., 1952b - A collection of cavernicolous and termitophilous Arachnida from the Belgian Congo. Revue de Zoologie et de Botanique Africaines vol.46, pp. 1–17.
- Lawrence, R.F., 1962 - Spiders of the Namib desert. Annals of the Transvaal Museum vol.24, pp. 197–211.
- Lawrence, R.F., 1964 - New cavernicolous spiders from South Africa. Annals of the South African Museum vol.48, pp. 57–75.
- Lawrence, R.F., 1965 - New and little known Arachnida from the Namib desert, S.W. Africa. Scientific Papers of the Namib Desert Research Station vol.27, pp. 1–12.
- Lawrence, R.F., 1966 - New dune spiders (Sparassidae) from the Namib desert, South West Africa. Cimbebasia vol.217, pp. 3–15.
- Lawrence, R.F., 1967 - A new cavernicolous pholcid spider from the Congo. Revue Suisse de Zoologie vol.74, pp. 295–300.
- Lawrence, R.F., 1968 - Four new spiders from southern Africa (Araneae). Annals of the Natal Museum vol.20, pp. 109–121.
- Lawrence, R.F., 1971 - Araneida. In: E. M. van Zinderen Bakker, J. M. Winterbottom, and R. A. Dyer (ed.) Marion and Prince Edward Islands. Cape Town, pp. 301–313